# Panetière provençale
La panetière provençale, avec ses formes uniques et originales, est sans doute le meuble le plus typique de la Provence. D'objet utilitaire pour conserver le pain, elle est devenue, grâce à son abondant décor sculpté et à la variété de ses styles, un objet d'ornement recherché.

## Historique
Une panetière est un petit meuble qui a servi au rangement et à la conservation du pain. Initialement, c'étaient de simples cages suspendues au mur par deux crochets ou des claires-voies accrochées aux poutres de la maison. La panetière (paniero en provençal), telle que l'on la connait, n'existe que depuis le XVIIe siècle. Sa plus ancienne mention se trouve dans les archives municipales d'Orange et date de 1620. Ce texte signale « une panetière servant à tenir le pain ». Elle se présentait alors comme « un simple coffre ajouré de barreaux et muni de petits pieds » et reposait sur le pétrin. Sur certaines panetières, la façade est équipée d'une porte qui permettait à la maîtresse de maison d'introduire ou de prendre le pain.
Cette sorte de tabernacle est caractéristique des intérieurs provençaux et son utilité perdura jusqu'après la Première Guerre mondiale, quand le pain — élément principal des repas d'alors — était encore fait par les familles chaque semaine, et cuit ou à la maison ou dans le four communal. Comme il devait durer plusieurs jours, il était indispensable de le conserver dans les meilleures conditions. C'est pourquoi les panetières sur pied étaient posées sur un buffet bas, le pétrin ou le plus souvent suspendues à un mur, afin de mettre le pain hors d'atteinte des rats et des souris. Même posée en applique et détachée de son pétrin, elle conserva ses pieds et gagna une place décorative,.
C'est alors un meuble ajouré de barreaux généralement sur trois faces, possédant sur le devant une porte sculptée s'ouvrant par une ferrure digne d’une armoire et, dernière caractéristique, il se termine par des pieds le plus souvent en escargot. Déjà la panetière provençale se singularise par un décor sculpté abondant.

## Ornementation
La simple cage de bois ajourée et dotée de pieds va rapidement évoluer. Les panneaux recouverts de grillages laissent la place à des colonnettes de bois tourné dès le XVIIIe siècle. Sur le dessus, une corniche apparaît dans le prolongement des pieds. C'est la période où la Provence voit son commerce se développer et fait état de sa fortune grâce à un mobilier de qualité. « Les styles et les motifs Régence, Louis XV puis Louis XVI s’imposent facilement dans la région qui a un goût pour la sculpture ornementale. » Dès les années 1750, la panetière est richement décorée et devient un meuble d’apparat. « Les sculpteurs et les menuisiers régionaux, comme Bernard Toro (1661-1731), façonnent à partir de ces styles parisiens tout un répertoire rocaille provençal où la structure empruntée au mobilier de cour (pieds galbés, panneaux chantournés) devient le siège de sculptures de feuillages, de fleurs, de coquilles, de moulurations, etc.. » L’origine géographique de ce style, qui va caractériser la manière provençale, se situe à Arles, Fourques et à Nîmes. Ces trois villes vont demeurer longtemps les principaux centres de production même si leur style se diffuse dans toute la Provence.

C’est au XIXe siècle que l'art de la panetière prit son plus grand essor. Elle devint « un bijou de finesse et de beauté ». Le savoir-faire des ébénistes leur permet de réaliser des frontons sommé de clochetons ciselés et empanachés, de bobèches, mouchets et plumets couronnés par un gland ou une olive sculptée. C'est à qui montrera sa dextérité en proposant des formes planes ou bombées et en variant les décors. Parmi ceux-ci se retrouvent les sculptures en épis de blé, d’oiseaux se becquetant, de grappes de fruits qui caractérisent le style Louis XVI ; les sculptures denses et fines à base d’éléments végétaux, feuilles et fleurs, emblème du style fleuri ; les sculptures en creux ou avec des moulures linéaires se terminant par des boucles enroulées en forme de corne de bélier ou de coquillage, ce style étant la marque de fabrique des ébénistes de Fourques.

La sculpture couvre la panetière dans sa totalité et comme l'a souligné Édith Mannoni, dans son livre Mobilier provençal, paru aux Éditions Massin, c'est un « meuble follement léger avec des façades pleines de vides ». Sur la porte centrale, la sculpture peut reprendre le thème des fuseaux ou, si le menuisier-ébéniste veut démontrer son excellence, s'orner de motifs ajourés. Les pieds se terminent, le plus souvent, soit en forme d’escargot, soit en boules ou en glands tournés.
Une autre terminaison caractéristique : les ornements tournés au-dessus de la corniche. Appelés candelié, nom provençal de chandelle, ils sont nommés « bobèches » à Arles et « mouchets » ou « plumets » à Avignon. Sur la traverse basse, le fronton et la porte, le bois est ici sculpté soit en ronde-bosse soit ajouré, de motifs XVIIIe et XIXe siècles ou de moulures. Enfin les façades peuvent être planes, cintrées ou galbées, tandis que les corniches sont soit en chapeau de gendarme, soit en courbes.
Quant aux motifs sculptés, ils ont été répertoriés et couvrent un large panel. Ils vont des corbeilles et guirlandes de fleurs aux grappes de fruits, carquois et flèches, trophées d’instruments de musique, soupières, nœuds et rubans, torchères et lyres. On y retrouve aussi des oiseaux picorant, des branches d’olivier, des éléments végétaux ou la coquille Saint-Jacques. Les ébénistes de Fourques ont développé un style particulier tout en creux et relief, leur sculpture se reconnait à des moulures linéaires s’achevant en boucles enroulées en colimaçon ou une corne de bélier.

## Essence du bois
La panetière se caractérise aussi par les reflets chauds de son bois. Elle les doit au noyer, le bois le plus souvent employé pour sa fabrication. Celui-ci venait du Dauphiné et était acheminé par flottage sur l'Isère et le Rhône. Les bois comme l'olivier, le mûrier, l'aulne et le pin, d'origine provençale, étaient réservés pour les fonds et les côtés du meuble.

## Diffusion
La panetière provençale a développé une forme unique et originale. Dans les autres régions de France, hormis le Languedoc et le Dauphiné, la panetière est beaucoup plus sobre et sans décor existant,. Ce n'est qu'en Provence que les ébénistes ont transformé ce coffre en véritable objet décoratif.